# Luxoflux
Luxoflux est une entreprise américaine de développement de jeux vidéo. Fondée en janvier 1997 et basé à Santa Monica en Californie, Luxoflux est une entreprise de petite taille n'ayant développé que quelques jeux. En octobre 2002, elle fut rachetée par Activision (qui commercialisait ses jeux jusqu'alors).

## Jeux développés
- Vigilante 8
- Vigilante 8: Second Offense
- Star Wars Demolition
- Pitfall 3D: Beyond the Jungle
- True Crime: Streets of LA
- Shrek 2 (d'après le film homonyme)
- True Crime: New York City
- Kung Fu Panda (d'après le film homonyme)
- Transformers: La Revanche (d'après le film homonyme)